# Szydłowiec (Subkarpaten)
Szydłowiec is een dorp in het Poolse woiwodschap Subkarpaten, in het district Mielecki. De plaats maakt deel uit van de gemeente Mielec en telt 129 inwoners.